# Liste der Burgen, Schlösser und Ansitze in Vorarlberg

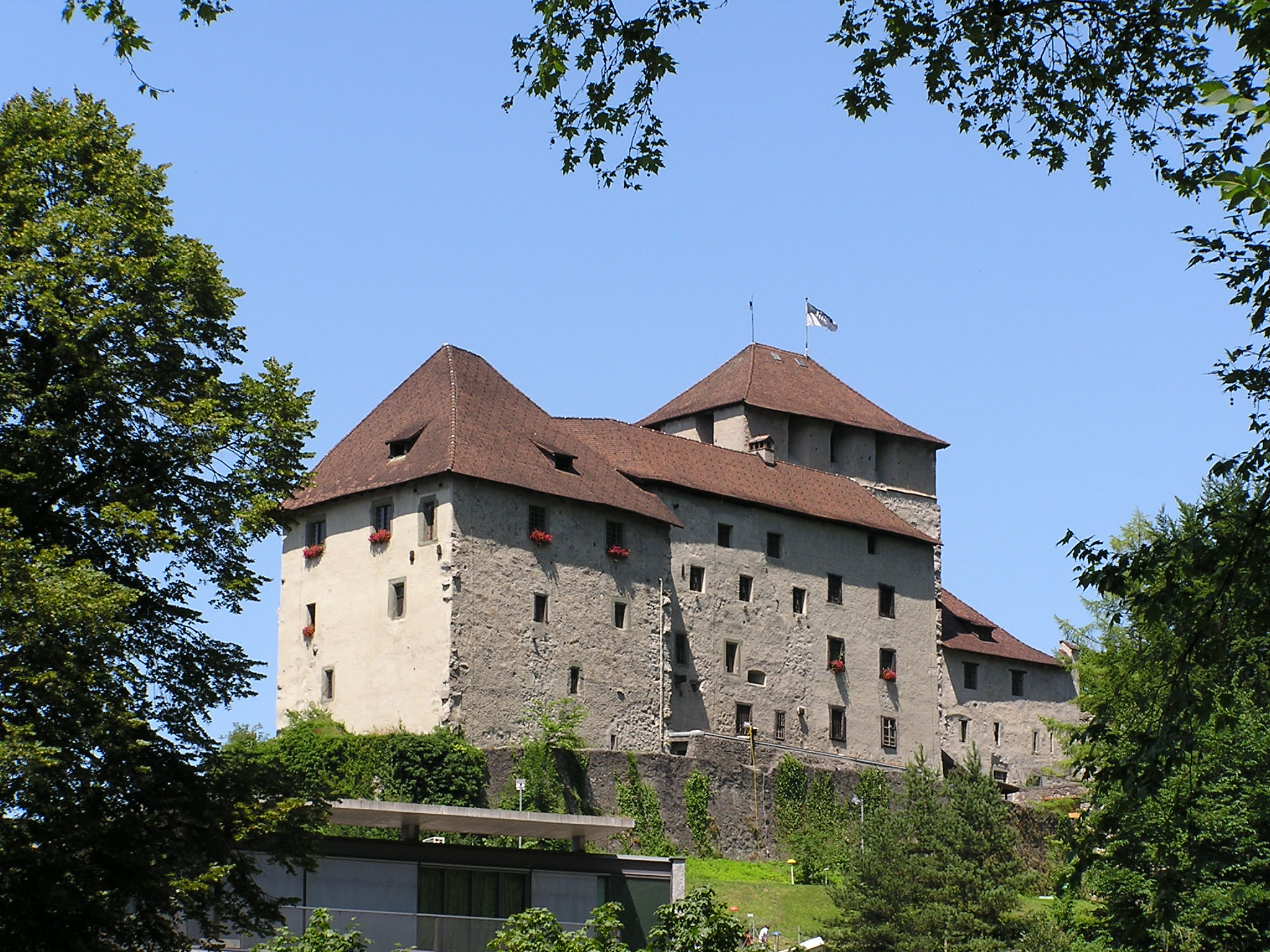
Schattenburg oberhalb Feldkirch, Stammsitz der Grafen von Montfort

Diese Liste enthält Burgen und Schlösser B, b, Wohntürme T, t, Ansitze A, a und Burgruinen R, r in Vorarlberg in Österreich nach Orten. Einige Festungen, Bischofs-Residenzen, Palais P und Villen V, v, die Edelsitze waren, sind auch enthalten. Soweit bekannt sind auch die Adelsgeschlechter, welche in den Gebäuden ihren Sitz hatten, in die Liste aufgenommen.
Bei denkmalgeschützten Objekten ist der Gebäudetyp (Typ) mit Großbuchstaben, bei nicht denkmalgeschützten Objekte mit Kleinbuchstaben geschrieben.
Die Liste ist anhand der Vorarlberger Denkmalschutzliste erstellt worden.

## Liste
| Name                                       | Gemeinde       | Typ | Zeitraum                 | Geschlechter                                                                                      | Anmerkung |
| ------------------------------------------ | -------------- | --- | ------------------------ | ------------------------------------------------------------------------------------------------- | --- |
| Gayenhofen                                 | Bludenz        | B   | nach 1225–heute          | Werdenberg, Sternbach                                                                             | Burg 1491 zerstört, 1745–52 Schloss errichtet, nach Umbau 1960–63 Bezirkshauptmannschaft |
| Zürcherhaus Ansitz Brunnenfeld             | Bludenz        | A   | vor 1300?–heute          | Brunnenfeld, Zürcher von Guldenpöck (Guldenböck)                                                  | mehrfache Umbauten |
| Oberhalden altes Schulhaus                 | Bludesch       | A   | vor 1546–heute           | Halden, Abtei Weingarten                                                                          | Stammsitz der Halden zu Haldenegg, um 1600 Neubau, um 1900 Aus- und Umbau |
| Unterhalden Brandhausen                    | Bludesch       | A   | um 1640–heute            | Abtei Weingarten                                                                                  | Ansitz, heute Amtsgebäude |
| Schlossruine Jordan Brockenhof             | Bludesch       | A   | 1425–nach 1808           | Brock von Weißenberg, Lindenspeur                                                                 | Gut, 1653 zu Jagd- und Sommersitz erweitert, nach 1800 verfallen, heute Ruine |
| Anderhalden                                | Bregenz        | A   | vor 1558–heute           | Walser?                                                                                           | ehemaliger Edelsitz |
| Babenwohl früher Babenboll                 | Bregenz        | B   | nach 1350–heute          | Grafen von Bregenz, Keller, Habsburger, Pöllnitz                                                  | kleine Burg, 1509 zu Edelsitz umgebaut, 1854 zu Schlösschen ausgebaut, 1907–16 erweitert, heute Vorarlberger Landesbibliothek |
| Blumenegg                                  | Bregenz        | A   | 16. Jh.                  | Blumenegg                                                                                         | Vorgängerbau aus 1322, um 1850 umgebaut |
| Deuringschlössle Carolenhof                | Bregenz        | A   | nach 1650–heute          | Wolfurt, Deuring, Rüpplein, Vicari, Tscharner-Merhart                                             | mittelalterlicher Kern (Vorgängerbauten aus dem 14./15. Jh.), Eckturm mit Zwiebeldach, zuletzt Restaurant |
| Grünholz                                   | Bregenz        | A   | vor 1379–heute           | Montfort                                                                                          | dreigeschoßiges Steinhaus |
| Hohenbregenz                               | Bregenz        | R   | vor 1097–1647            | Grafen von Bregenz, Pfullendorf, Montfort, Habsburg                                               | Burg aus dem 13. Jh., 1608–14 stärker befestigt, 1647 gesprengt, in den Ruinen entstand eine Klause und 1723 wurde eine Kirche geweiht |
| Kronhalden                                 | Bregenz        | A   | um 1520?–heute           | Montfort, Habsburg, Leber, Jehlin                                                                 | Gut um 1370, 1547 Loher Hof, ab 1722 Priesterseminar und Kloster, dann Kaserne, Spinnfabrik, Gasthof, 1924 bis 2007 Seniorenheim |
| Lößler                                     | Bregenz        | A   | um 1600–heute            | Montfort, Witweiler                                                                               | um 1390 montfortischer Lehenhof Losel, 1596–1613 Neubau Renaissance-Ansitz, 1893/94 klassizistische Fassade |
| Martinsturm                                | Bregenz        | T   | vor 1250–heute           | Montfort                                                                                          | Wohnturm mit Kapelle, um 1600 um drei Geschosse erhöht, neues Zwiebeldach, heute Museum |
| Mildenberg                                 | Bregenz        | A   | 16. Jh.–heute            | Montfort, Habsburg, Villenbach, Deuring                                                           | im 15. Jh. Hof, dann Amtshaus für Hofrieden, Fachwerkhaus aus dem 16. Jh. |
| Palais Waldburg-Wolfegg                    | Bregenz        | P   | 1688–heute               | Bildstein, Waldburg-Wolfegg                                                                       | Ansitz, 1732 umgebaut, Wohnsitz einiger Landeshauptmänner, 1931/32 erweitert, heute Vorarlberger Landesarchiv |
| Riedenburg                                 | Bregenz        | A   |                          | Niedegge, Schnabl von Schönstein, Pöllnitz                                                        | siehe Sacré Coeur Riedenburg |
| Schedler Haus zum Walsertal                | Bregenz        | A   | um 1600–heute            | Montfort, Metzger, Schmid von Wellenstein, Abegg, Altensteig, … Gugger von Staudach               | 1380–1409 montfortisches Gut zum Schedler, um 1600 im Besitz von Kloster Weingarten, um 1850 bis 1920 Gastwirtschaft Zum Walsertal, 1928 restauriert, dann Privathaus                                                                                    |
| Schnabelburg Schönenbach                   | Bregenz        | A   | vor 1566–heute           | Schnabel von Schönstein,                                                                          | Hugo I. (Montfort) heiratete eine Eschenbach-Schnabelburg. evtl. schon davor? |
| Unteres Stadttor Ehregutaplatz 1 (Bregenz) | Bregenz        | T   | 14./15. Jh.–heute        |                                                                                                   | Stadttor, Umbau nach Brand 1571 und im 17. Jh., heute Wohnhaus |
| Villa Gülich Palais Thurn und Taxis        | Bregenz        | V   | 1848–heute               |                                                                                                   | heute Künstlerhaus Bregenz |
| Villa Raczynski                            | Bregenz        | V   | 1875–heute               |                                                                                                   | schlossartige Villa des Grafen Raczynski, ab 1904 Kloster, 1907 Trakt zugebaut, heute Schulen |
| Villa Wolfegg??                            | Bregenz        | V   |                          |                                                                                                   | |
| Weißenreuthe Weißenreute                   | Bregenz        | A   | 1742?–heute              | Montfort, Leber von Wolfurt                                                                       | Bauernhof des Lehengutes Reutin im Besitz der Grafen Montfort, 1522–1617 Ansitz der Edlen Leber von Wolfurt, dann bis 1806 im Besitz des Klosters Mehrerau.                                                                                              |
| Rosenegg Schloss Rosenberg                 | Bürs           | R   | um 1250–1600?            | Werdenberg, Rosenegg?, Lorünser                                                                   | Höhenburg 1405 zerstört, vor 1600 verfallen, um 1900 Bergfried neugotisch erneuert, 1939 wieder rückgebaut |
| Burgruine Ruedberg am Schlossbühel         | Dalaas         | R   | 13. Jh.?                 |                                                                                                   | wenige Mauerreste, nahe Kirche Wald am Arlberg |
| Oberdorfer Turm Feste Dornbirn             | Dornbirn       | R   | 14./15. Jh.–1847         | Montfort, Landesherren, Ems/Hohenems,                                                             | 1391 genannte Burg, mehrmals umgebaut, Turm 1847 abgebrochen, heute Mauerreste |
| Zanzenberggasse 2                          | Dornbirn       | A   |                          |                                                                                                   | |
| Ruggburg                                   | Eichenberg     | R   | um 1100–1452?            | Rugeburg, Werdenberg                                                                              | Vorgänger Trudburg 1025 zerstört, 1452 gestürmt |
| Amberg                                     | Feldkirch      | A   | 1502–heute               | Märkle, Amberg, Habsburg, Jonas, Vogler, Altmannshausen, Furtenbach, Travers                      | Wohnturm |
| Blasenberg                                 | Feldkirch      | x   | ?–vor 1316               | Thumb                                                                                             | ehemalige Burg unbekannter Lage, um 1270–1316 abgegangen |
| Helbockhof Rosa-Michl-Hof                  | Feldkirch      | A   | 1257–heute               |                                                                                                   | |
| Johanniterordenshaus                       | Feldkirch      | A   | 15./16. Jh.–heute        |                                                                                                   | heute Miethaus Johannitergasse 6, stark verändert |
| Klostergut                                 | Feldkirch      | A   | ?–heute                  |                                                                                                   | |
| Katzenturm + Diebsturm                     | Feldkirch      | T   | ?–heute                  |                                                                                                   | Diebsturm = Pfauenschwanzturm, Hirschgraben 18 |
| Palais Liechtenstein                       | Feldkirch      | P   | um 1620–heute            | Brock von Weißenberg, Liechtenstein, Tschavoll                                                    | Vorgängerbau um 1620, nach Stadtbrand barockes Palais um 1700 erbaut, Amtshaus, dann Brauerei und Gasthaus, heute Stadtarchiv und -bibliothek |
| Schattenburg früher Schloss Feldkirch      | Feldkirch      | A   | um 1200–heute            | Montfort, Habsburg                                                                                | Höhenburg nach Brand 1406 wieder errichtet, im späten 18. Jh. Verfall, nach 1825 Kaserne und Armenhaus, heute Museum und Restaurant |
| Tschitscher-Schlösschen                    | Feldkirch      | A   | um 1620                  | Tschitscher                                                                                       | Wohnturm für den Hubmeister Paul Tschitscher; Margarethenkapf 5 |
| Tosters                                    | Feldkirch      | R   | um 1260–                 | Montfort, Habsburg, Toggenburg, Tratzberg, Gienger, Hohenems, Jonas, Clary-Aldringen, Wolkenstein | Höhenburg nach Brand 1405 wieder errichtet, nach 1616 Verfall, 1838/39 restauriert |
| Wohlwendhaus Wocherscher Ansitz            | Feldkirch      | A   | 1583–heute               | Wocher, Wohlwend                                                                                  | Ansitz, Palais mit Rokoko-Portal und Stuckdecken, |
| Burgruine Frastanz Frastafeders            | Frastanz       | r   | vor 1344–vor 1617        |                                                                                                   | Burghügel |
| Burg Fussach                               | Fußach         | x   | 12./13. Jh.–17. Jh.      | Fußach, Montfort-Feldkirch, Habsburger                                                            | Burghügel; 1406 niedergebrannt, dann wieder errichtet, 1779–1799 abgebrochen |
| Burgruine Heidenburg                       | Göfis          | R   |                          |                                                                                                   | |
| Sigberg                                    | Göfis          | R   | 1255–um 1650             |                                                                                                   | Höhenburg 1355 und 1435 zerstört, Kapelle bis 1637 benützt, dann verfallen |
| Jonas-Schlössle                            | Götzis         | A   | um 1584–heute            | Jonas                                                                                             | Renaissance-Ansitz, aufwendige Restaurierungen (auf Schwemmgrund erbaut), heute kulturelle Nutzung |
| Neu-Montfort                               | Götzis         | R   | um 1315–1700?            | Montfort, Thumb, Habsburg, Nellenburg, Toggenburg, Gienger                                        | Höhenburg, im Appenzellerkrieg nicht zerstört, ab 1700 verfallen |
| Sonderberg Schloss Zunderberg              | Götzis         | A   | 1561–heute               | Sandholzer von Sonderberg,                                                                        | kleines Schlösschen, nach 1778 verfallen, 1890 Teile abgerissen, Turm und Kapelle nach 1980 restauriert |
| Mittelweiherburg                           | Hard           | B   | um 1570                  | Schnabel von Schönstein, Deuring, Coreth                                                          | Wasserschloss, im 18. Jh. Kottonfabrik, nach Bränden 1818 und 1827 Teile abgebrochen und Wassergraben verfüllt, heute nur mehr ein Turm erhalten |
| Alt-Ems                                    | Hohenems       | R   | vor 1190–                | Ems/Hohenems, Landesherren, Waldburg-Zeil                                                         | alte große Stauferburg, als Gefängnis verwendet, 1407 zerstört, um 1500 und ab 1566 Ausbau, ab 1792 Verfall |
| Neu-Ems Schloss Glopper                    | Hohenems       | B   | 1343–                    | Ems, Habsburg, Waldburg-Zeil-Hohenems                                                             | Höhenburg, 1407 zerstört und bis 1430 wieder aufgebaut, 1603 Einbau einer Kapelle, seither baulich im Wesentlichen unverändert |
| Palast Hohenems                            | Hohenems       | B   | 1563–heute               | Ems/Hohenems, Harrach, Waldburg-Zeil                                                              | Renaissancepalast 1563 bis 1610 erbaut, seit 1882 wieder bewohnt, heute bekannt durch Schubertiade |
| Gwiggen                                    | Hohenweiler    | B   | 16./17. Jh.–heute        | Wolfegger, Schönstein, Furtenbach, Montfort etc.                                                  | ehemaliges Schloss, ab 1711 zum Damenstift Lindau gehörend, nach 1806 Brauerei, seit 1856 Kloster |
| Alt-Schönstein                             | Hohenweiler    | x   | um 1230–1395             | Schönstein, Nagl                                                                                  | abgekommene Burg, wenige Mauerreste, durch Schwäbischen Städtebund zerstört |
| Neu-Schönstein                             | Hohenweiler    | x   | Ende 13. Jh.–1377/78     | Schönstein                                                                                        | wenige Reste einer Burg, nur mehr Hügel und Graben vorhanden, durch Schwäbischen Städtebund zerstört |
| Tobelhof                                   | Innerbraz      | A   | 15. Jh.?–heute           | Leu (Löw)                                                                                         | |
| Birkach                                    | Koblach        | A   | um 1600–heute            | Wild-Beheim, Pappus, Grenzing, Zürcher                                                            | Vorgängerbauten seit 13. Jh., Renaissanceansitz (von 1579?), neuerer Anbau |
| Neuburg                                    | Koblach        | R   | vor 1152–1769            | Welfen, Staufer, Thumb, Habsburg, Montfort, Hohenems,                                             | Burg (nahe der Römischen Poststation Clunia?), erste und wichtige Burg der Habsburger in Vorarlberg, 1744 verlassen und ab 1769 verfallen |
| Feste Lauterach                            | Lauterach      | t   | vor 1344?–? (heute)      |                                                                                                   | heute Bauernhaus, Turm erkennbar; 1612 als Turm genannt |
| Hofen Burg Alt-Hofen                       | Lochau         | B   | 1584/85–heute            | Montfort, Hofen, Raitenau, Landesherren, Königsegg-Rothenfels, Stotzingen, Debern, Clavell        | Burg Alt-Hofen (vor 1218) lag oberhalb, 1452 zerstört. Kapelle (von 1490?) 1584 in ein Renaissanceschloss ausgebaut, ab 1908 Heim, dann Lazarett, 1952 Berufsschule, 1981 Bildungszentrum, -haus, 2016 Generalsanierung                                  |
| Klausturm                                  | Lochau         | T   | ?–heute                  |                                                                                                   | ehemaliger Turm des Befestigungswerks an der Klause bei Lochau |
| Wellenstein                                | Lochau         | A   | um 1555                  | Reutin von Wellenstein                                                                            | |
| Diebsschlössle                             | Lorüns         | A   | 14. Jh.?–?               |                                                                                                   | bronzezeitliche Vorgängersiedlung, Mauerreste |
| Alt-Schönstein                             | Möggers        | R   |                          |                                                                                                   | |
| Ramschwag, Welsch-Ramschwag                | Nenzing        | R   | 1270/1290–1405           | Ramschwag, Montfort-Feldkirch, Habsburger                                                         | Ruine einer Höhenburg, im Appenzellerkrieg zerstört |
| Sonnenberg Burg Nüziders                   | Nüziders       | R   | vor 1250?–1473           | Werdenberg-Sargans, Truchseß von Waldburg, Habsburg                                               | Höhenburg der Bischöfe von Chur, nach Brand 1409/10 wieder aufgebaut, 1473 zerstört und nicht mehr aufgebaut |
| Tschannhaus                                | Nüziders       | A   | 17. Jh.–heute            | Herren von St. Viner                                                                              | Ansitz aus dem 14./15. Jh., heutiger Bau aus dem 17. Jh. |
| Rankweil heute Basilika Rankweil           | Rankweil       | X   | 12. Jh.–um 1350          | Udalrichinger, Montfort, Rankweil                                                                 | Kapelle aus dem 8. Jh., im 12. Jh. Burg der Udalrichinger, um 1350 nach Brand verlassen, Kapelle zu Wallfahrtskirche ausgebaut, 1470 als Wehrkirche ausgebaut, Wehrturm 1657/58 zu Glockenturm umgebaut                                                  |
| Röthner Schlösschen Gemeindeamt            | Röthis         | A   | 15./16. Jh.–heute        | Litscher, Frey von Schönstein, Clessin                                                            | Ansitz |
| Ruine Schwarzenhorn                        | Satteins       | R   | 13. Jh.–1405?            | Schwarzhorn, Celle                                                                                | vermutlich 1405 zerstört, |
| Jagdberg                                   | Schlins        | R   | 13. Jh.–1750             | Montfort, Habsburg, Werdenberg-Sargans-Vaduz, Wittenbach, Altmannshausen, Clary-Aldringen,        | Höhenburg 1405 und 1499 abgebrannt, nach 1559 Wiederaufbau, ab 1750 Verfall, seit 1911 restauriert, ab 1949 Freilichtbühne |
| Ansitz Rönsberg, Rönsperg                  | Schlins        | x   | um 1500–(heute)          | Wittenbach, Altmannshausen, Schlandersberg, Castelmur                                             | 1497 genannt, Ansitz mit Kapelle bis ca 1660, dann Bauernhof |
| Diebsschlößle                              | Stallehr       | R   |                          |                                                                                                   | Burgstall |
| Villa Falkenhorst                          | Thüringen      | V   |                          |                                                                                                   | löschen?? |
| Burgruine Blumenegg                        | Thüringerberg  | V   | 1258–                    | Montfort, Werdenberg, Brandis, Sulz, Stift Weingarten                                             | Ruine einer Spornburg, nach Bränden 1650 und 1774 verfallen |
| Burgruine Valcastiel                       | Vandans        | A   | 1120/1140–? 1391 genannt |                                                                                                   | Ruine einer Höhenburg |
| Alt-Montfort                               | Weiler         | B   | Ende 12. Jh.–1405 ??     | Montfort, Babenberger, Toggenburger, Clary-Aldringen                                              | Ruine einer Höhenburg, 1405 zerstört |
| Schloss Wolfurt                            | Wolfurt        | A   | vor 1217–heute           | Wolfurt, Habsburg, Kaisermann, Leber, Marius, Reichart, Tröndlin von Greiffenberg                 | Stammsitz der Wolfurter, ab 1530 Exil der Äbte von St. Gallen, nach 1707 barocker Innenausbau, ab 1856 tiefgreifender neoromanischer Umbau, 1939 Brand, dann neugotischer burgartiger Wiederaufbau, nach 1945 Sitz der französischen Militärkommandantur |
| Oberfeld                                   | Wolfurt        | r   | vor 1260–1451            | Helwer                                                                                            | Reste des Turms |
| Weißenberg Batschunser Schlößchen          | Zwischenwasser | A   | vor 1601–heute           | Prock, Mahler, Sprecher von Bernegg, Salis                                                        | Ansitz, im 20. Jh. Erholungsheim, heute Wohngebäude |

## Erklärung
Erklärung zu den Spalten:
Name: Gebäude (Ansitz bis Villa), Burgruine, Adressen sind kursiv
Ort: Gemeinde; Ort oder Ortsteil
Typ: Gebäudetyp: B b Burg, Schloss, A a Ansitz, T t (Wohn)turm, R r Burgruine, P Palais, V Villa, x nicht mehr vorhanden; Großbuchstaben denkmalgeschützt, Kleinbuchstaben nicht denkmalgeschützt
Zeitraum: Zeitpunkt der Errichtung, Ende der Bewohnung bzw. Nutzung
Geschlechter: Geschlechter, die dieses Gebäude als Stammsitz hatten oder besaßen
Anmerkungen: Namensvarianten; zusammenfassende Angaben